# Gartenfeld (Berlin)

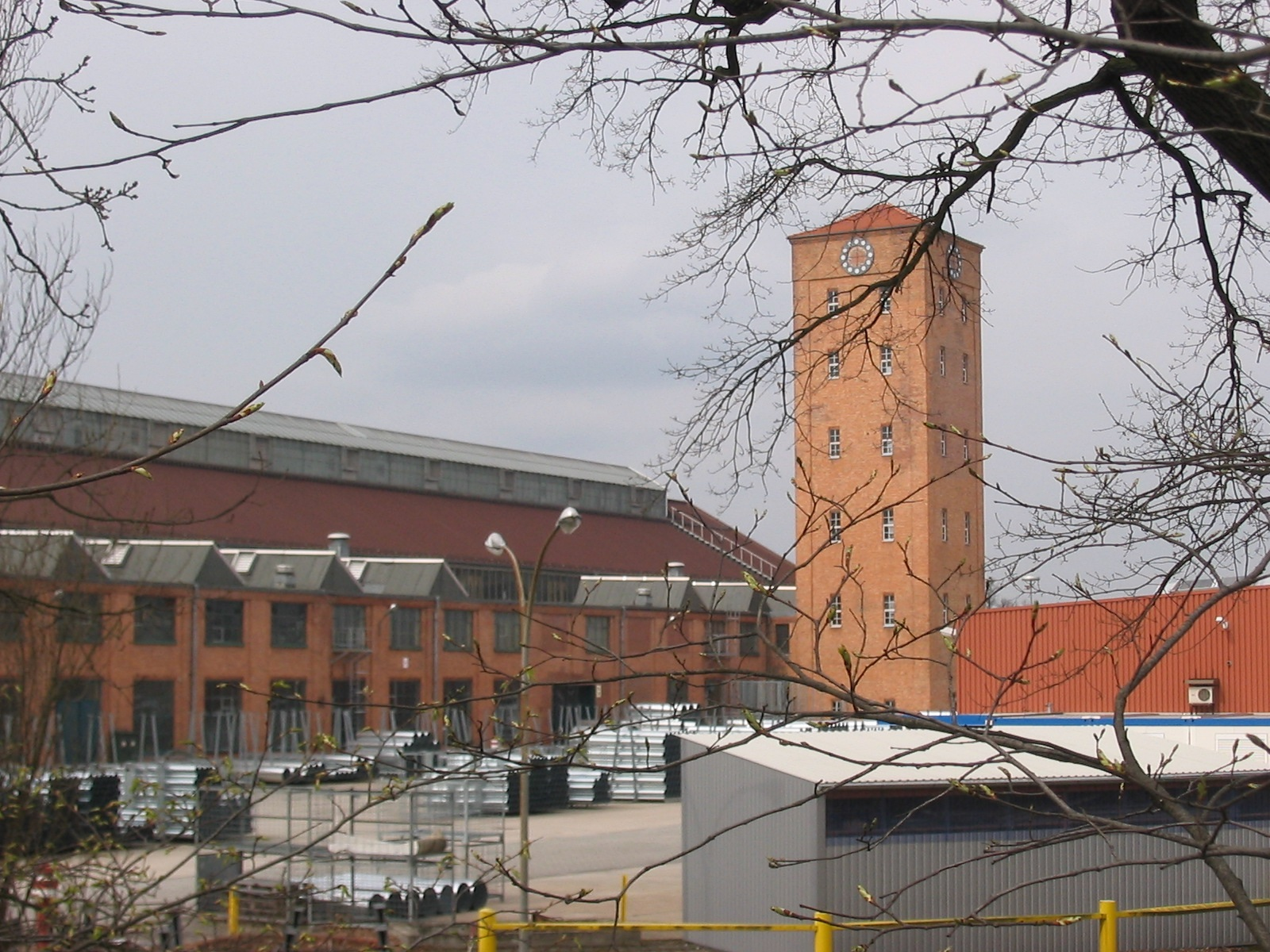
Belgienhalle mit Akkumulatorturm von Hans Hertlein auf der Insel Gartenfeld

Gartenfeld  ist eine Ortslage im Berliner Ortsteil Siemensstadt des Bezirks Spandau. Gartenfeld liegt im äußersten nordwestlichen Bereich von Siemensstadt an der Grenze zu Tegel und wird gelegentlich als Insel bezeichnet, da das Gelände vollständig vom Berlin-Spandauer Schifffahrtskanal (früher: Hohenzollernkanal) und dessen Abzweigung, Alter Berlin-Spandauer Schifffahrtskanal, umgeben ist. Der Berliner Senat weist den Bereich im Jahr 2018 als eines der wichtigsten Neubauareale der Stadt aus, das nach Stilllegung des Flughafens Tegel rund 8000 Menschen beherbergen soll.

## Insellage
Die Insellage entstand zwischen 1906 und 1914 bei der Anlage des Großschiffahrtweges Berlin–Stettin für größere Schiffsabmessungen, bei dem der Kanal ausgebaut und nordöstlich von Gartenfeld direkt zur Havel gezogen wurde. Der alte Kanalteil (seit den 1990er Jahren: Alter Berlin-Spandauer Schifffahrtskanal) aus den Jahren 1848/1859 blieb bestehen und umschließt Gartenfeld im Süden und Westen. Der alte Kanal mündete ursprünglich an der Kleinen Malche in den Tegeler See. Das Mündungsstück zwischen der Havelhaltung des neuen bzw. ausgebauten Kanalteils und der Kleinen Malche wurde später trockengelegt. 
Über die Insel führt die Gartenfelder Straße, die im Norden nach der Tegeler Brücke in die Bernauer Straße übergeht. Im Süden verbindet die Gartenfelder Brücke mit dem Ortsteil Haselhorst.

## Geschichte

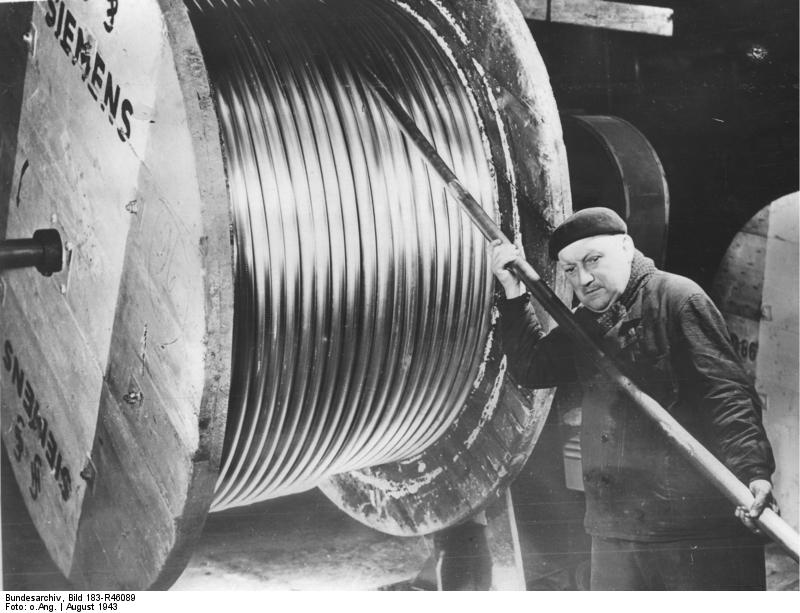
Ein von den Nazis zwangsverschleppter kroatischer Arbeiter im Siemens-Kabelwerk in Gartenfeld, 1943

Das Gut Gartenfeld war ursprünglich ein Teil des Gutes Haselhorst. Das Grundstück gehörte dem königlichen Amt Spandau. Im Jahr 1812 verkaufte das Amt die Fläche an den Oberamtmann Grützmacher, der 1815 das Gutshaus an der späteren Gartenfelder Straße bauen ließ, das 1965 abgerissen wurde. Teile des Gutes wurden für den Bau des Berlin-Spandauer Schifffahrtskanals (zwischen 1848 und 1859) abgegeben. Das Gut Gartenfeld wurde 1860, nach anderer Quelle 1865 davon abgetrennt.
Im Dezember 1910 erwarb die Firma Siemens das Gut Gartenfeld und ließ darauf ab 1911 das Kabelwerk Gartenfeld errichten, das Anfang 1912 in Betrieb genommen wurde. Zur Erschließung wurde Gartenfeld am 8. Januar 1912 über eine vor dem Kabelwerk endende Stichstrecke an das Netz der Berliner Straßenbahn angeschlossen. Die letzten Straßenbahnen fuhren hier 1960. Durch den Kanalausbau wurde der Industriebereich der Siemenswerke 1914 zur Gartenfelder Insel. 1923 kaufte Siemens auch den östlichen Teil dieser Fläche zur Erweiterung der Produktionsanlagen.
Im Jahr 1998 ging das Kabelwerk Gartenfeld an die Mailänder Firma Pirelli, die es 2002 stilllegte. Seitdem wurden große Teile der ehemaligen Siemens-Produktionsstätten zum Gewerbepark Gartenfeld umgewandelt und Fremdnutzern zur Miete, Pacht oder zum Kauf übereignet.
Nach einem Generalplan der Stadt Berlin in den späten 2010er Jahren soll die Fläche jedoch zu einem neuen Wohnquartier mit einer Grundschule und mehreren Kitas umgewandelt werden, in dem auch Gewerbe wieder möglich ist. Die stillgelegte Siemensbahn soll wieder aktiviert werden. Der Uferbereich soll ein öffentlicher Grünzug werden. Dafür werden langfristig die Erholungsgärten auf einer Fläche am Saatwinkler Damm abgerissen werden. Umweltschützer warnen vor der Umsetzung der Pläne, weil sich hier am Wasser Biber und Fischotter angesiedelt haben.

## Ehemaliger Bahnhof Gartenfeld

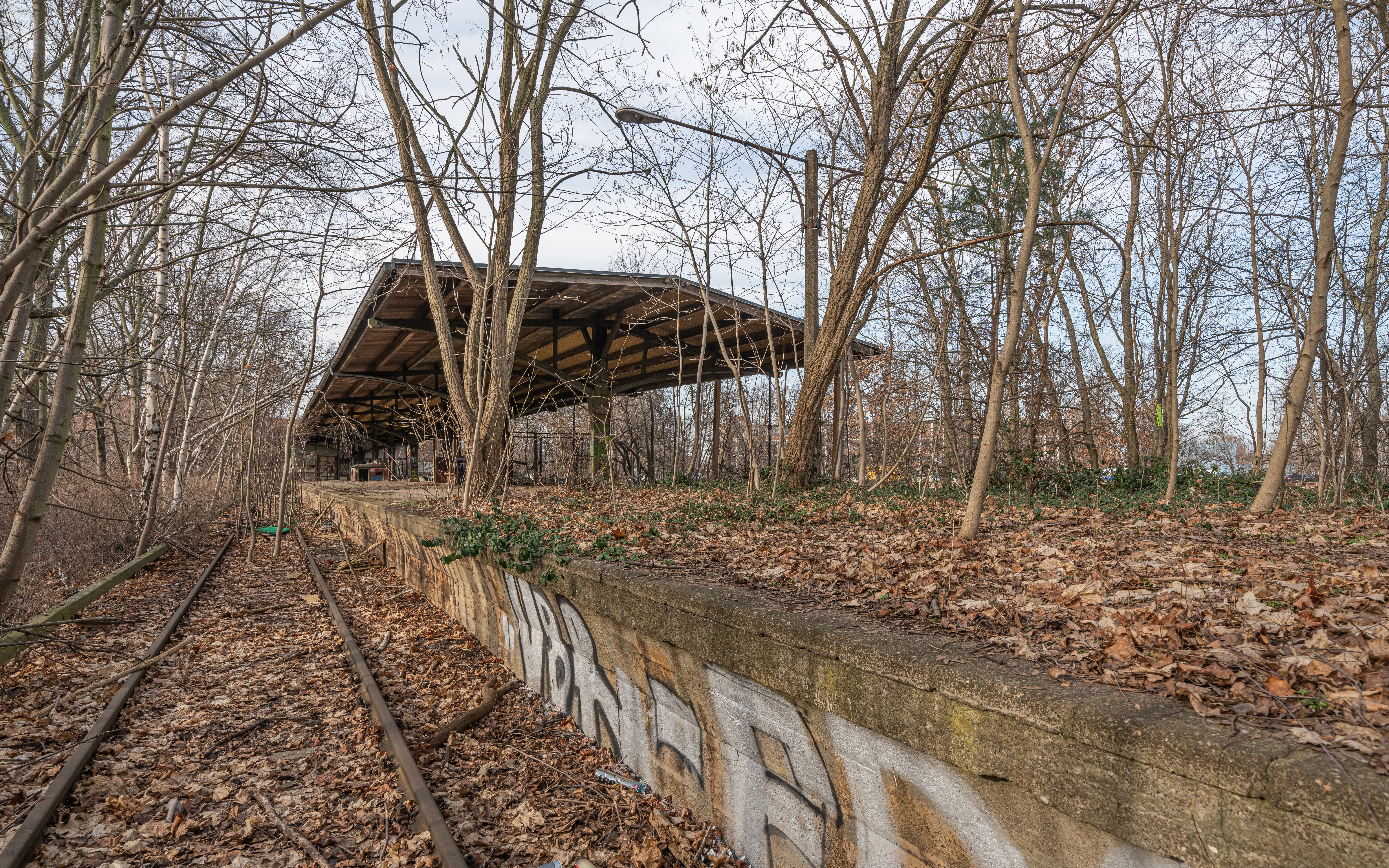
Verfallener Bahnsteig des ehemaligen S-Bahnhofs Gartenfeld

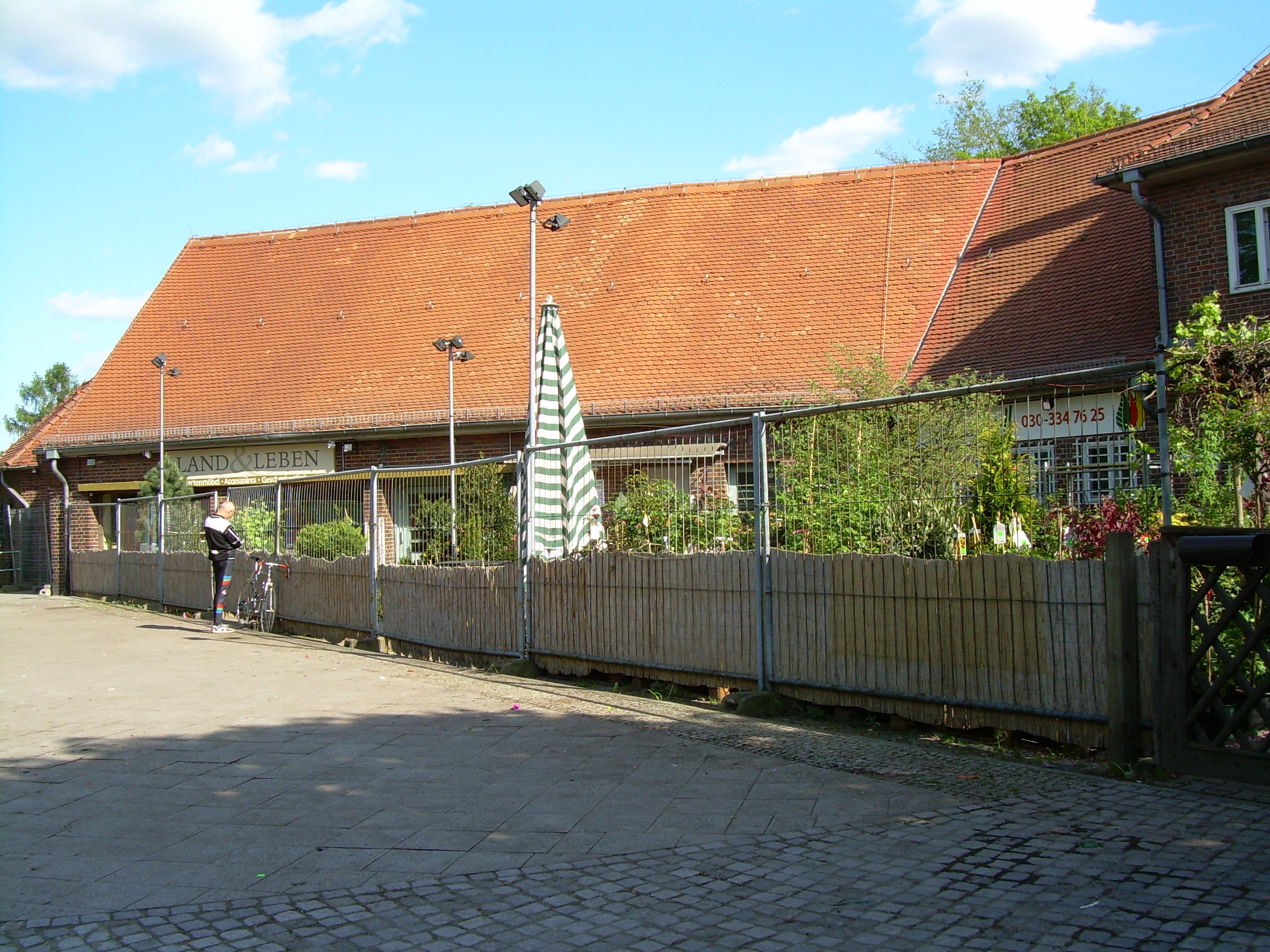
Empfangsgebäude des Bahnhofs Gartenfeld mit der Nutzung durch ein Gartencenter, 2007

Der Bahnhof Gartenfeld war Endpunkt der am 18. Dezember 1929 eröffneten Siemensbahn. Er erhielt einen provisorischen Mittelbahnsteig zu ebener Erde, da bei einer angedachten Streckenverlängerung der S-Bahn in Richtung Hakenfelde mit einer Hochlegung gerechnet wurde, sowie ein repräsentatives, mit einem Wohnhaus verbundenes Empfangsgebäude.
In der Abstellanlage Gartenfeld fanden nach Ende des morgendlichen Berufsverkehrs die Züge ihren Platz, um nachmittags die Rückfahrt in kurzer Reihenfolge wieder aufnehmen zu können. Die ursprünglich sechsgleisige Abstellanlage konnte zwölf Vollzüge aufnehmen. Das Stellwerk war für einen Zugabstand von 150 Sekunden ausgelegt, normalerweise betrug der Zugabstand im Berufsverkehr fünf Minuten.
Mit dem Reichsbahnerstreik vom September 1980 wurde der S-Bahn-Verkehr eingestellt und nach dessen Ende nicht wieder aufgenommen. Das ehemalige Empfangsgebäude und der Bahnsteig wurden 1984 – passend zum Namen – von einem Gartencenter genutzt. Dem Gartencenter wurde 2012 gekündigt. Seitdem steht der gesamte Bahnhof leer.
Es ist geplant, die Siemensbahn – und damit auch den Bahnhof Gartenfeld – bis zum Herbst 2029 zu reaktivieren.